# Ispolnjajuščij objazannosti
Ispolnjajuščij objazannosti (Исполняющий обязанности) è un film del 1973 diretto da Irina Igorevna Povolckaja.

## Trama
La studentessa part-time Il'ja Fёdorov viene a lavorare nello studio di architettura. L'argomento della sua tesina è un caffè per giovani. Presto fu coinvolto nello sviluppo di un piano di ricostruzione del viale. Prende il suo lavoro sul serio, in modo creativo, ben consapevole che questo lavoro non è solo un compito architettonico, ma anche psicologico: le vite e il destino delle persone che vivono sul viale stanno cambiando...